# Traición en Cestus

Traición en Cestus es la segunda novela de la serie Las Guerras Clon, basada en el universo Star Wars, más concretamente en el conflicto ficticio llamado Guerras Clon. Fue escrita por Steven Barnes y publicada en España en noviembre de 2004 por la editorial Alberto Santos Editor.

## Argumento
El planeta Ord Cestus ha cobrado importancia. La Confederación de Sistemas Independientes está utilizando una serie de recursos planetarios, incluidos unos misteriosos seres marinos de pequeño tamaño para crear los llamados bioandroides MataJedi que rivalizan con los miembros de la Orden.
Los Jedi Obi-Wan Kenobi y Kit Fisto han sido enviados al planeta como miembros de una delegación diplomática que convenza al gobierno de un mundo de desigualdades de que abandone sus tratos con separatistas. Sin embargo el gobierno parece negarse a capitular y el Canciller está listo para lanzar un ataque a gran escala. Obi-Wan debe darse prisa para impedir el baño de sangra que va contra la vida Jedi y la República.
Contando con un pequeño comando clon dispuesto a cumplir hasta órdenes de sacrificio y con su amigo Kit Fisto, Kenobi debe enfrentarse a androides asesinos, infiltrarse en la base separatista y luchar finalmente con la misteriosa Asajj Ventress, consiguiendo al final que la República bombardeé únicamente el centro separatista y evitando una masacre de inocentes.